# Station Hirtshals
Station Hirtshals is een station in Hirtshals in het noorden van de Deense gemeente Hjørring. Het is het eindpunt van de lijn Hjørring - Hirtshals. Het station ligt direct naast de haven waarvandaan de veerboten naar Noorwegen vertrekken. 